# Хаджи Эмир Ибрагим-бей
Хаджи Эмир Ибрагим-бей (тур. Hacı Emir İbrahim Bey; до 1357 — около 1386) — в 1357—1364 годах правитель бейлика, который исследователи называют по его имени — бейлик Хаджимирогуллары.

## Биография
Хаджи Эмир Ибрагим-бей был сыном Байрама-бея, основателя бейлика Хаджимирогуллары с центром в деревне Кале (около Месудие). Время и место рождения Ибрагима источники не указывают. Нет данных и о ранних годах жизни Хаджи Эмира. Первое упоминание его в источниках относится уже ко времени, когда он был правителем бейлика после смерти отца. Согласно рассказу Михаила Панарета, семья Комнинов в 1357 году отмечала Рождество в Керасунте и Богоявление в Ёсун-бурну (мыс Ясона). В результате произошедшего во время празднования некоего инцидента, не описанного в источниках, были казнены четырнадцать туркменов. В ответ 13 ноября 1358 года Хаджи Эмир Ибрагим-бей напал с большим количеством воинов от подножия гор Джаник на земли Трапезундской империи. В результате этой кампании был оккупирован район на восток от Керасунда до Мацуки, посевы и склады были разрушены и разграблены, многие люди были взяты в плен, скот был уведён. Алексей III, ища способы уживаться с туркменами, привёз Феодору, дочь Василия I и свою сестру, в Керасунт и 29 августа 1358 года выдал её замуж «за Хаджимара, сына Байрама» (за сына Ибрагима, Сулеймана, по словам Э. Брайера). Таким образом трапезундский император пытался предотвратить вторжения Хаджи Эмира Ибрагима-бея на свои земли. Три года спустя, в декабре 1361 года, император в сопровождении Михаила Панарета вернулся в Керасунт, чтобы навестить свою сестру, и после того, как его приветствовал Хаджи Эмир (Сулейман), вернулся в Трапезунд. Через некоторое время император, недовольный отношениями с Хаджи Эмиром, который не оправдал ожиданий императора, решил использовать против Хаджи Эмира его туркменского соперника, правившего соседним бейликом, Таджеддина. Алексей III уговорил свою дочь Евдокию выйти замуж за Таджеддина и 8 октября 1379 года брак был заключён. Таким образом, император установил с Таджеддином родство и союз против Хаджи Ибрагима.
Астарабади писал, что Таджеддин хотел захватить земли Хаджи Эмира и совершал на них набеги. По некоторым источникам, в 1364 году Хаджи Эмир Ибрагим-бей тяжело заболел. Ожидая смерти, он вызвал своих родственников и знатных людей княжества и объявил, что хочет выбрать человека, который заменит его. Это было сделано для того, чтобы предотвратить борьбу за престол между его сыновьями и обеспечить защиту бейлика от Таджеддина. Хаджи Эмир оставил эмират своему старшему и зрелому сыну Сулейману, о котором Астарабади писал: «На его лбу были знаки величия и благородства, а на лице — свет зрелости и доблести». При этом Хаджи Эмир обещал, что в случае выздоровления не вернётся к правлению, и проведёт остаток своей жизни в молитвах. Собравшиеся одобрили это решение и Сулейман-бей стал эмиром. Однако через некоторое время Хаджи Эмир Ибрагим-бей выздоровел. По каким-то причинам он поссорился с сыном и решил опять стать эмиром. Эта ссора породила вражду и Хаджи Эмир Ибрагим-бей сам начал междоусобную войну за трон, которую хотел предотвратить. Хотя некоторые видные деятели княжества поддерживали Ибрагима, другие считали, что прав Сулейман. Разногласия в бейлике усиливались. По мере развития конфликта враги начали протягивать руки к землям княжества. Таджеддин-бей, западный сосед, следил за ситуацией и, воспользовавшись беспорядком в эмирате Хаджимирогулларов, дважды напал на бейлик через Терме. Хотя он не достиг значительного успеха, но эта ситуация продемонстрировала ослабление эмирата в период междоусобицы. В 1386 году Сулейман-бей одержал победу и полностью захватил власть, после чего Хаджи Ибрагим перестал упоминаться в источниках. Вероятно, он умер во время этих событий.
Согласно византинистам С. Карпову и Р. Шукурову, болезнь Хаджи Эмира и передача правления Сулейману произошли в 1386 году.

## Семья
Жена: Феодора, дочь Василия I. Брак был заключён 29 августа 1358 года.
Сыновья: Сулейман-бей, Хаджи Эмир (II), Иннает. Последние два ещё в 1455 году продолжали жить во владениях семьи как османские подданные.